# Manuel Folch i Torres
Manuel Folch i Torres   (Barcelona, 25 de desembre de 1876 - Barcelona, 11 de desembre de 1928) fou poeta i polític català. Des de ben jove va estar vinculat a la política, militant a la Lliga Regionalista, que era especialment contrària al Lerrouxisme. Apassionat per l'escriptura, es va iniciar en les lletres col·laborant a L'Aureneta i L'Atlàntida. Interessat per l'explosió creativa del modernisme català, es va aficionar a la poesia i va concursar als Jocs Florals. El 1914 va rebre el títol de Mestre en Gai Saber, títol honorífic atorgat pel consistori dels Jocs Florals de Barcelona. Va dirigir el setmanari satíric barceloní ¡Cu-Cut! adscrit a la línia política de la Lliga Regionalista.

## Biografia

### Entorn familiar
El seu pare era Lluís Folch i Brossa (1849-1902), dissenyador de mobles, i la seva mare Lluïsa Torres i Llinàs. Ell era el gran dels cinc germans Folch i Torres: Manuel, Lluís, Josep Maria, Ignasi i Joaquim.

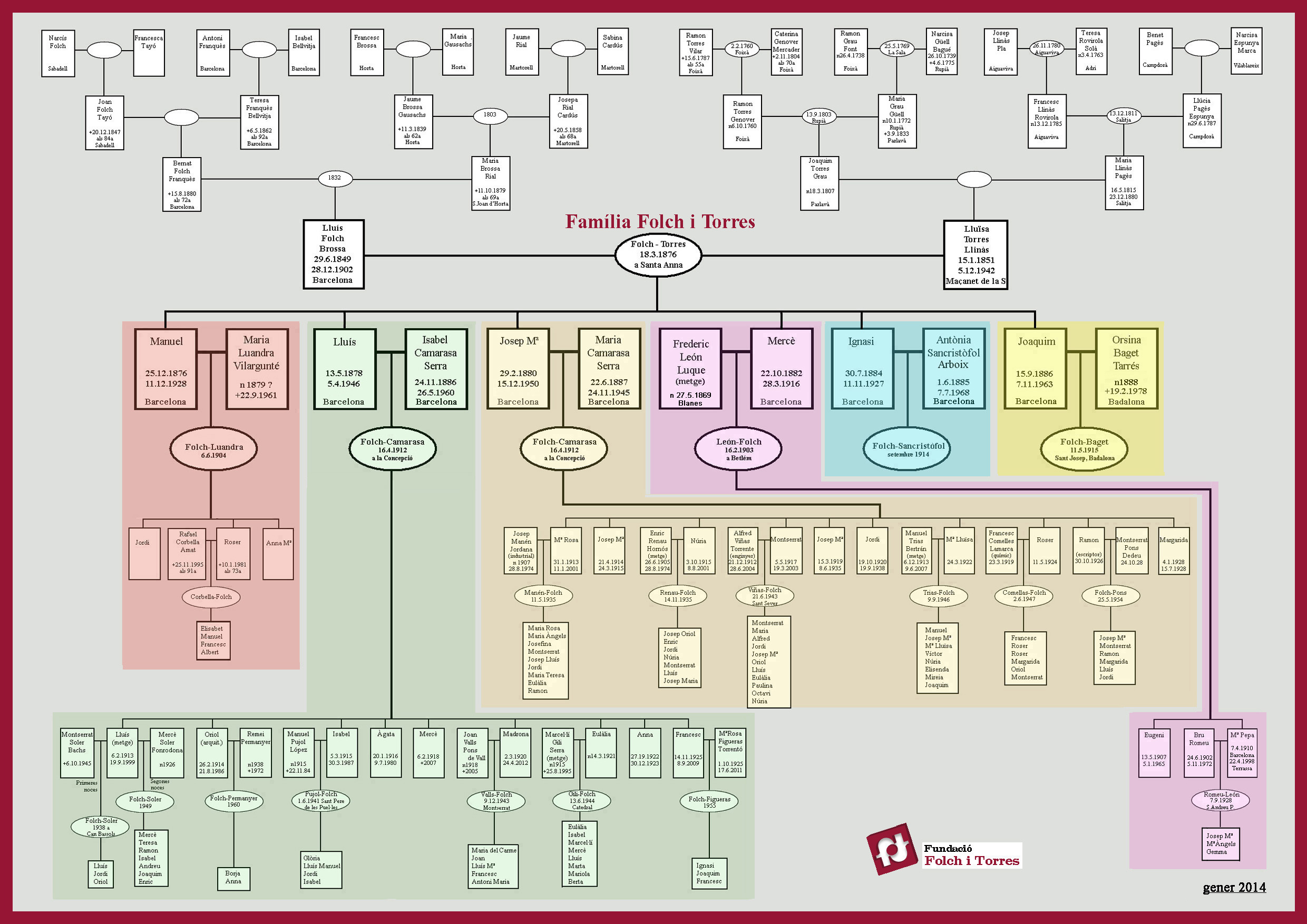
Arbre genealògic de la família Folch i Torres

El seu pare era la tercera generació d'ebenistes, una professió que no va seguir cap dels seus fills. Complementava la seva professió, amb l'afecció per la literatura i era un catalanista practicant. Estava afiliat a l'associació "Jove Catalunya" fundada, entre d'altres, per Àngel Guimerà a qui va anar a veure a l'Ateneu Barcelonès en el seu discurs inaugural com a president, acompanyat dels seus tres fills grans: Manuel, Lluís i Josep Maria. El Lluís Folch pare utilitzava la seva botiga de mobles del carrer Santa Anna de Barcelona per a exposar quadres i objectes d'art els diumenges; era un lloc freqüentat per artistes com l'escultor Clarasó o el pintor Martí Alsina.
Va voler inculcar en els seus fills l'esperit de la Renaixença que es vivia a la darreria del segle xix. Però una llarga malaltia i la seva mort prematura, ho va impedir. Les dificultats econòmiques familiars van obligar els fills a bescanviar, des de molt joves, els estudis per una feina que aportessin recursos familiars. Només Manuel va acabar els estudis de dret quan ja tenia quaranta anys i era pare de família.

### Primeres publicacions
Apassionat per l'escriptura, es va iniciar en les lletres col·laborant el 1895 en la publicació "L'Aureneta" quan la va dirigir l'autor dramàtic Francesc X. Godó i que va ser fundada el 1876 com seguidora de l'esperit de la Renaixença. A "L'Aureneta" -que durant la seva primera època es va editar sota la cura de mossèn Jacint Verdaguer- van aparèixer fins a 1898 les seves poesies primerenques. Manuel Folch i Torres el 1894, a l'edat de 18 anys, ja era director de "L'Opinió". En aquesta època escrivia també en "El Diario Mercantil", ja que quan el seu pare no va poder fer-se càrrec més del seu negoci, la família va experimentar un gran canvi en la seva economia.
Manuel Folch i Torres va col·laborar en la publicació "La Atlàntida" fundada el 1896 i en la que sota el títol es podia llegir: "Director Mossèn Jacinte Verdaguer Pbre". Manuel formava part de la direcció d'aquesta revista literària de caràcter confessional. Va col·laborar amb Manuel, en Carles Junyer entre d'altres, formant un grup que feien companyia a mossèn Cinto fent torns al voltant del seu llit quan va emmalaltir i va marxar a "Vila Joana", a Vallvidrera, on més tard va morir. "La Atlàntida" va sortir el 1896 i va deixar de publicar-se al cap de dos anys, per a tornar a sortir als quatre mesos, desapareixent el 1900 de forma definitiva, just quan deixava la publicació en Manuel Folch i Torres i entrava a la seva redacció el seu germà Josep Maria. Manuel sempre va tenir una especial predilecció per mossèn Cinto. Aquesta circumstància va fer que arran de la mort del gran poeta fos el seu biògraf en totes les sessions que se celebraren arreu de Catalunya amb tal d'homenatjar la seva memòria.
El 1897 interessat per l'explosió creativa del Modernisme, es va aficionar a la poesia i va concursar en els Jocs Florals de Barcelona, en els quals va ser premiat. El 1898 va iniciar la seva col·laboració amb les publicacions "Lo Conceller" i "La Renaixensa". En el 1900 també va iniciar la seva col·laboració amb la publicació "Catalunya Artística" que no va finalitzar fins a 1904 i amb la publicació "Gent Nova" de Badalona que no va acabar fins a 1907, i el 1901 va publicar la novel·la "L'apòstol" i va estrenar, el 25 d'abril en el Teatre Novetadades de Barcelona, el drama en tres actes "La cugula".

### El ¡Cu-Cut! i En Patufet
Va dirigir, des de la seva mateixa constitució, la revista satírica catalana "¡Cu-Cut!" el primer número de la qual va aparèixer a Barcelona el 2 de gener de 1902, fins al 25 d'abril de 1912. Va ser la primera revista que va alternar la ideologia de dretes amb un catalanisme radical.
El 1903 va iniciar la col·laboració amb la publicació "La Veu de Catalunya". El 1904 va realitzar el discurs a títol pòstum "L'obra d'en Verdaguer" i aquest mateix any Aureli Capmany va fundar a Barcelona la primera revista infantil en català titulada "En Patufet", en la que va col·laborar des dels seus inicis Manuel Folch i Torres, publicant nombroses col·laboracions en vers i prosa juntament amb el mateix Aureli Capmany, Manuel Marinel·lo, Josep Morató i posteriorment Lluís Almerich i Xavier Bonfill. Se li reconeix el mèrit d'haver arribat a totes les classes de la societat catalana, on era llegit per petits i grans, i d'haver contribuït extraordinàriament a la catalanització del país. En aquesta època Manuel Folch i Torres va contreure matrimoni amb Maria Luandra i Vilarguntè.
El 1905 Manuel Folch i Torres va començar a col·laborar en la revista "En Patufet" i va estrenar, la nit del 14 de febrer en el Teatre Català instal·lat en el Romea de Barcelona amb la Companyia d'Enric Borràs, la seva comèdia en tres actes "De bon tremp".
El setmanari "¡Cu-Cut!" exercia una sàtira mordaç contra governants i polítics, i va publicar el 23 de novembre de 1905 un acudit de Joan Garcia Junceda en què, partint del títol d'un àpat de celebració de la Lliga Regionalista, el Banquet de la Victòria, ridiculitzava les derrotes dels militars espanyols, especialment a la guerra de Cuba del 1898. Aleshores, uns 300 oficials de la guarnició de Barcelona destrossaren i calaren foc a les redacció del "¡Cu-Cut!" i a la impremta-llibreria Baguñà del carrer Avinyó -on s'editava també el setmanari "En Patufet" i també calaren foc a la redacció del diari "La Veu de Catalunya". Aquesta destrucció dels tallers de la revista, va provocar la suspensió de la seva publicació per cinc mesos, entre desembre de 1905 i el 28 d'abril de 1906. "¡Cu-Cut!" va arribar a tenir un gran èxit de venda amb un tiratge de 60.000 exemplars. Els propis rectors de la Lliga varen forçar el seu tancament el 2012 al retirar-li el seu suport després de publicar una portada original de Llaverias que amb el títol de "La música amanseix les feres", feia al·lusió al viatge a Madrid de l'Orfeó Català i representava a Orfeu (el mestre Millet) tocant la lira als inferns i voltat d'un auditori format per l'os de l'escut madrileny i una colla de bestioles simbòliques: rèptils, peixos-sabre i rates.
Manuel Folch i Torres va estrenar el 1906 el pas de comèdia en un acte "Duetto" i la nit del 5 d'octubre en el Romea, la farsa en un acte "La sabia casualitat". El 1907 va publicar, a la Biblioteca Patufet, el llibre de faules destinat als nens "De quan parlaven les bèsties" i va donar el 19 de maig, la conferència "L'obra del Dr. Robert" en la sala d'actes de la Lliga. El 1908 va ser secretari general de la revista BA (Barcelona Atracció), una revista turística, l'objectiu principal de la qual era situar a Barcelona en l'òrbita turística de l'època, i per si no fos poc, el nom de la societat editora, La Societat d'Atracció de Forasters de Barcelona (SAF), expressava clarament quina era la raó de la seva existència. Manuel Folch i Torres va ocupar el càrrec de secretari general de la revista i el càrrec de director de la SAF, durant 19 anys. El 1908 va estrenar la comèdia en dos actes "Les ales de cera".
El 1909 Manuel Folch i Torres va publicar, a la Biblioteca Patufet, el segon llibre destinat als nens, les faules "Encara parlen les bèsties". També el 1909 va estrenar el sainet en un acte "Un joch de cartes o Memorialistes amb lletra menuda" i va acabar la seva col·laboració amb la publicació "La Veu de Catalunya". El 1910 va estrenar el sainet "Extrems que's toquen" i la comèdia en un acte i en prosa "Un interior" inspirada en un conte italià d'Enrico Castelnuovo i amb arranjaments al castellà de José María Galán. Aquest mateix any va realitzar el reportatge "Barcelona artística i industrial". El 1911 va estrenar la destacada comèdia en dos actes "L'oncle rector".
El 1912 va publicar els contes: "L'aureneta missatgera", "El lleó agrahit", "La garsa lladre", "El delator de si mateix", "El mirall de la guideta", "El testament de Mr. Burtown", "Les roses de la veritat", "El pregó del gran califa", "El pollastre presumptuós", "Els dos gepichs" i "El casament de la rateta" a la col·lecció "En Patufet", i va estrenar la comèdia en un acte "Dissabte de glòria" i la comèdia en dos actes "La germaneta" en el Teatre Novetats de Barcelona protagonitzada per Margarida Xirgu. La Compañía de Margarita Xirgu també va representar "La hermanita" en versió castellana, el 1915.
En aquesta època la família Folch i Torres ja estiuejaven a "Can Folch" a Plegamans i per proximitat amb aquesta ciutat, el 1913 Manuel va ser fundador de l'Esbart Teatral de Castellar del Vallès.
El 1913 Manuel Folch i Torres va publicar els contes "L'ambiciós", "El gra de mill", "El forch d'alls", "L'esposa fidel", "La por", "La porqueirola", "La presumida", "El joglar de la Mare de Déu", "El mal fill", "Morret de rosa", "El rei de Terramala", "El judici de la guineu" i "De rey a rey" a la col·lecció "En Patufet", que havia evolucionat en aquesta època fins a esdevenir, sobretot, una lectura per a adolescents.
En els Jocs Florals de Barcelona de 1914, Manuel Folch i Torres va rebre, en poesia, el màxim guardó, el títol honorífic de Mestratge en Gai Saber. El 1915 va estrenar l'episodi dramàtic "A sang i a foc" i va publicar els contes "La dama supersticiosa", "Present de reis", "La verge jascent", "El vesc de la fortuna", "La truja i el porcell", "Les tres gracies", "El dir de la gent", "El pastor mentider", "El lleó i el ratolí", "La fi de l'Ali-Nonya", "La llei del treball", "El sac del mandarí", "La gana afina l'enginy" i "De com un metge ruc va curar a un metge savi" a la col·lecció "En Patufet". El 1915 Manuel Folch i Torres va estrenar la peça "Jesús és nat o El bon rabadà". El 1915 va publicar els contes "El bandoler", "L'home feliç", "La gallina dels ous d'or", "Els tres iaios", "El plet del ruc i de la seva sombra", "El sardanista impenitent", "La prova", "Ningú és profeta", "Mort que mata" i "El càstic salvador" a la col·lecció "En Patufet".
Quan va complir els 40 anys, el 1916, va començar a estudiar la carrera de dret que va cursar en dos anys i mig. El 1916 va publicar els contes "L'anima d'en picaplets", "Els tres lladres: glosa d'un conte rus", "La herència de Mr. Arrow", "Una vegada era un rei", "Urashima el pescadoret", "Historia de una vella que va engatusar al dimoni", "El goç mort", "El bon lladre", "La bota de Sant Farriol", "L'avar", "Rübezahl o El gegant de la muntanya", "La pilota i la calvicie", "La dona de la neu" i "L'ase perdut" a la col·lecció "En Patufet", i el 1917 va publicar també els contes:"L'ambició castigada", "L'esclau agraït", "La bota del francès", "El llatzerós", "Els estalvis d'en Gana", "La tombaga dels flamisell", "En Tothosabfer", "Els negocis den Marfany", "La repartidora", "La presó dels angelets", "Un dimoni ruc" i "Còm s'escriu l'Historia", també a la col·lecció "En Patufet".
El 1918 quan ja acabava els seus estudis de dret va impartir classes a l'Institut de Cultura i Biblioteca Popular de la Dona. El 1918 va publicar els contes "Blancs i negres", "La guineueta venjadora", "Un bon debut", "Les caderneres", "Tal farás, tal trobarás", "Lógica de boig", "La presa del dimoni", "La mula de pare bosser", "El testimoni del califa", "Quatre hores de cami sense moure's de lloc", "El diable a l'església" i "Ço que Déu fa, bé està" a la col·lecció "En Patufet".
El 1919 va publicar "Poesies" una important col·lecció de poemes, els contes "Les camises de l'escolanet", "El roure i el vímet", "En Taleia", "Si es tort si es griva", "La pepa gormanda", "El secret" i "La copdicia" a la col·lecció "En Patufet", i es va graduar com advocat. El 1920 després de publicar els contes: "Un advocat a la gloria", "Gat escaldat", "Geni i figura", "Els tres reis", "El negre de la fonda" i "El foc de l'immortalitat" a la col·lecció "En Patufet", va acabar la seva col·laboració amb aquesta revista.
Pertanyen també a la seva producció, les poesies sense data de publicació "Cançons escolars", l'obra "Pax" i els contes per a nens tampoc amb data de publicació "La llista de la bugadera" i "Rat-penat gran i rat-penat xic" de la col·lecció "En Patufet".
Va estrenar el 1923 el drama en tres actes "Reixes enfora". El 1925 es va publicar la seva intrevista a Clovis Eimeric. A la col·lecció "En Patufet" van aparèixer 6 títols de gairebé 100 pàgines, dedicades a tres escriptors i a tres il·lustradors: Manuel Folch i Torres, Clovis Eimeric, Josep Maria Folch i Torres, i Joan García Junceda, Gaietà Cornet i Joan Llaverias. En tots els casos es tractava de presentar la vida i l'obra dels personatges a través d'articles escrits per amics o admiradors seus i de donar a conèixer algunes mostres dels seus textos o dels seus dibuixos. En cap cas faltava una caricatura de "l'home" ni unes "fotografies de ... en la seva vida íntima", a més d'una entrevista.

### Mort i llegat familiar
Manuel Folch i Torres va morir a Barcelona el 11 de desembre de 1928, als 51 anys. La seva mort va afectar profundament a tots els germans, en Manuel havia estat un referent i una guia per a tots ells. Després de la seva mort, el 1930 i a títol d'homenatge pòstum, es publicà "Encens i mirra", un extens recull de la seva poesia.
Molt després de la seva mort, es va constituir La Fundació Folch i Torres, situada en el Castell de Plegamans, en el municipi de Palau-solità i Plegamans en el Vallès Occidental, localitat en la que es trobava l'habitatge familiar d'estiueig "Can Folch". Els objectius de la fundació són aplegar i conservar en un Arxiu-Museu accessible al públic i als estudiosos les obres i el material bibliogràfic dels cinc germans Folch i Torres, Manuel, Lluís, Josep Maria, Ignasi i Joaquim; difondre el coneixement de l'obra dels cinc germans, així com de la seva personalitat i acció en el camp de les lletres, les arts i la pedagogia; promoure estudis i assaigs sobre la seva obra o altres aspectes de la seva personalitat; organitzar actes culturals públics relacionats amb la seva obra o sobre temes afins, especialment en el marc del castell de Plegamans, on es troba l'Arxiu-Museu; contribuir així al coneixement de la història literària i artística de la fi del segle xix i la primera meitat del segle xx a Catalunya, en la qual van participar eficaçment els cinc germans.

## Obra

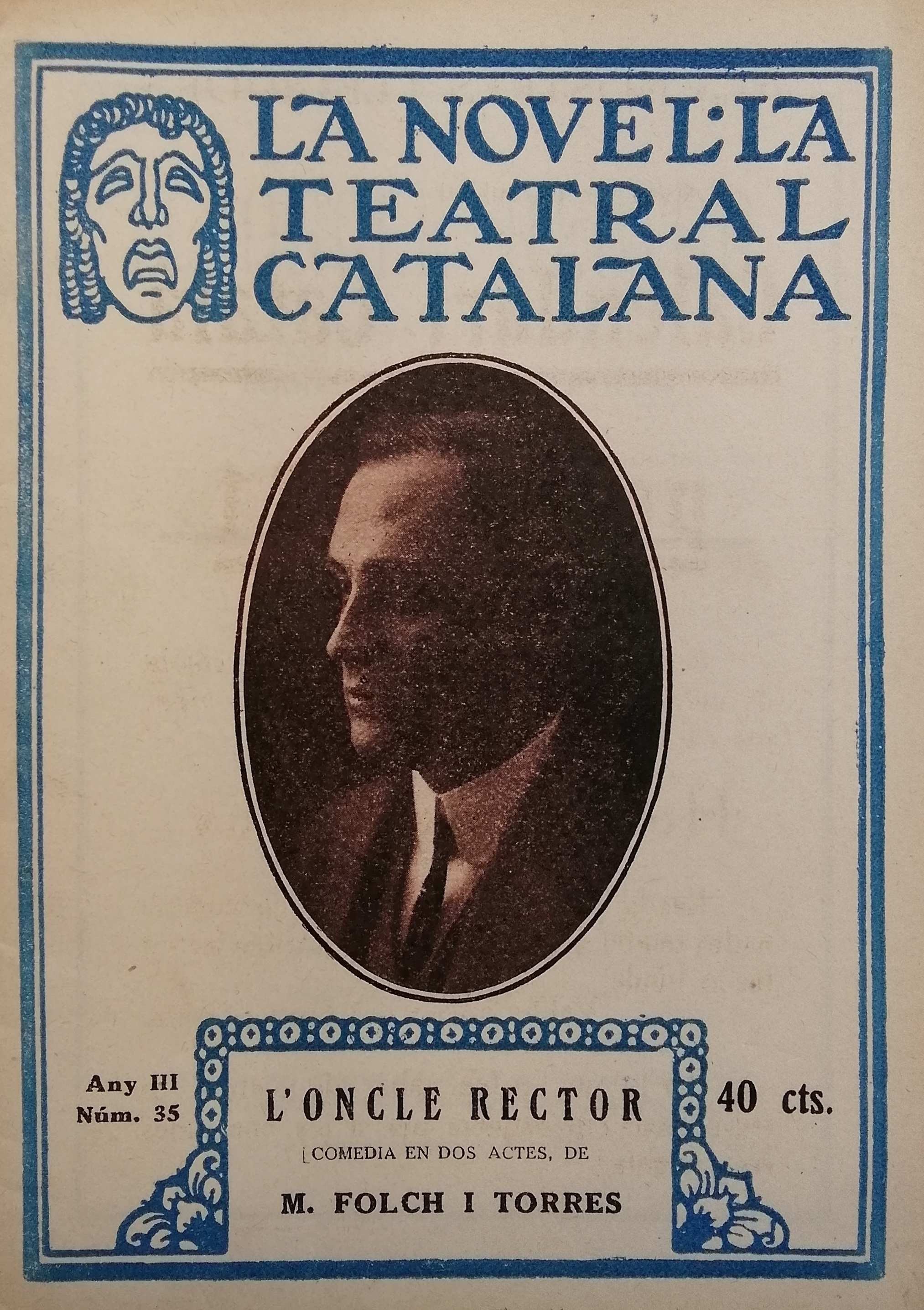
L'oncle rector, publicada per La Novel·la Teatral Catalana l'any 1920

### Obra poètica
- Poesies, 1919
- Encens i mirra, 1930
- Cançons escolars, Canciones escolares, (sense datar)

Poemes presentats als Jocs Florals de Barcelona
- L'etern poema, 1899, Premi extraordinari del Consistori[9]
- Romanceret del Bto. Ramon Llull, 1900, Premi del Excm. e Ilm. Sr. Bisbe de Mallorca[10]
- En l'opressió de Babilonia, 1909, 3r accèssit a la Viola d'or i d'argent[11]
- En elogi d'una bona mestressa, 1912, Premi de la Viola d'or i d'argent[12]
- L'agre de la terra, 1923, 1r accèssit a l'Englantina d'or

### Contes per a infants
- La dama supersticiosa, (sense datar)
- De quan parlaven les bèsties, 1907, 1935 i 1989
- Encara parlen les bèsties, 1909

### Teatre
- De bon tremp, drama en tres actes, estrenat al teatre Romea de Barcelona, el 14 de febrer de 1905
- La cugula, 1906
- Duetto, 1906
- La sàvia casualitat, 1906
- L'oncle rector, (sense datar), 1906, 1911 i 1934
- Les ales de cera, 1908
- Un joch de cartes o Memorialistes ab lletra menuda, 1909
- Reixes enfora. Drama en tres actes. Estrenat al teatre Romea de Barcelona, el 26 de febrer de 1910. Publicat a la col·lecció De Tots Colors (sense datar) i també l'any 1923.
- Extrems que's toquen, 1910
- Un interior, 1910
- La germaneta, 1912 i 1915
- Dissabte de glòria, 1912
- A sang i a foc, 1915

### Assaig
- L'obra d'en Verdaguer (Discurs), 1904
- L'obra del Dr. Robert (Conferència), 1907
- Barcelona Artística e Industrial, 1910
- A torna jornals: Interviu amb Clovis Eimeric, 1925